# 謝明·蘭斯
謝明·马西亚诺·蘭斯（荷蘭語：Jeremain Marciano Lens，1987年11月24日—）荷蘭足球運動員，司職翼鋒。
謝明·蘭斯生於荷蘭阿姆斯特丹，先後效力於荷蘭甲組足球聯賽球隊阿爾克馬爾、奈梅亨（外借）和燕豪芬。2013年轉會到基輔戴拿模。2010年首次代表國家隊。2014年世界盃獲選入荷蘭國家隊最終23人名單。

## 外部連結
- Holland U19 stats（页面存档备份，存于） at OnsOranje （荷兰文）
- Holland U20 stats（页面存档备份，存于） at OnsOranje （荷兰文）
- Holland U21 stats（页面存档备份，存于） at OnsOranje （荷兰文）